# دانیل وستماتلمان
دانیل وستماتلمان (آلمانی: Daniel Westmattelmann؛ زادهٔ ۳۱ اکتبر ۱۹۸۷) دوچرخه‌سوار اهل آلمان است.